# Altmannstein
Altmannstein är en köping (Markt) i Landkreis Eichstätt i Regierungsbezirk Oberbayern i förbundslandet Bayern i Tyskland.